# Trio de corda, Op. 9 núm. 1 (Beethoven)
El Trio de corda en sol major Op. 9 núm. 1, és una obra de Beethoven per a violí, viola i violoncel. Fou composta entre 1796 i 1798 i està dedicada al comte Johann Georg von Browne. Va aparèixer publicada el juliol de 1798 per l'editor Traëg. Se'l numera com a Trio de corda núm. 3 de Beethoven.

## Estructura i anàlisi de l'obra
Consta de quatre moviments:
1. Adagio - Allegro con brio
2. Adagio ma non tanto e cantabile
3. Scherzo: Allegro
4. Presto

La durada d'execució és d'uns vint quatre minuts.
El més vigorós dels tres trios és potser aquest primer en sol major, amb la riquesa temàtica dels moviments ràpids i elaboracions gairebé simfòniques, especialment en el primer Allegro. L'Adagio en mi major s'assembla en la seva bellesa i l'ambient malenconiós a altres moviments lents escrits per Beethoven en aquella època. El trio acaba amb un brillant i virtuós Presto.